# 絶対恐怖 Booth ブース
『絶対恐怖 Booth ブース』（ぜったいきょうふ ブース）は、2005年に公開された日本映画。若手クリエイターと若手俳優のコラボレーションによるホラー映画シリーズ第2弾。『絶対恐怖 Pray プレイ』との連作となっている。単独での映画名は『Booth ブース』（ブース）。

## あらすじ
深夜の生放送ラジオ番組のDJとして人気を博す主人公。
その日も収録があるのだが、いつも使っているラジオブースではなく、かなり昔から使われていない地下のラジオブースで収録が行われる。しかし、そこは、過去に同じ様な生放送のラジオ番組のDJが放送中に首つり自殺をした、いわく付きの場所だった。
それを知らされ、不気味に思いながらも本番はスタート。すると、放送中に突然「嘘つき…」と謎のノイズが入る。それを境に、スタッフの人為的としか思えないようなミスやハプニングが連続して起き続け、それら全てに主人公は心当たりがあることに気づく。
主人公は段々と疑心暗鬼に陥っていき…。

## キャスト
- 勝又真吾 - 佐藤隆太
- 馬渕美保子 - 小島聖
- 山本 - 池内万作
- 大河内 - 芦川誠
- 柳生典子 - 浅野麻衣子
- 長谷川 - 三浦誠己
- 岡崎さやか - 高橋真唯
- 野崎 - 前田昌明
- 岡林 - 須永慶
- 柿崎九段 - 恩田括
- 松村明
- ミーナ - 沢井美優
- 佐藤旭
- 大塚洋
- 山本ルミ
- 大蔵省
- 樋口史
- 長屋猛
- 飯岡夕季
- 諸葛亮孔明 - 小林大介
- 真吾（少年時代） - 砂川政人
- 平岩あけみ - 利根川鈴華
- マリエ - 長尾澪
- 小学校の先生 - 平田洸帆
- 斉藤清子
- 玉山鉄二（特別出演）

## 主題歌
- KEMURI 「bad stars」（UNIVERSAL SIGMA / ISLAND）

## スタッフ
- 脚本・監督：中村義洋
- 製作：小松賢志、迫田真司
- 製作総指揮：古屋文明、尾越浩文
- 企画・プロデュース：小林智浩、小榑洋史
- プロデューサー：森谷雄、西前俊典
- 撮影：川村明弘
- 照明：舟橋正生
- 録音：畑幸太郎
- 映像：植木康弘
- 記録：福寿香里
- 編集：松尾浩
- 助監督：八木一介
- 制作担当：中村和樹
- スタイリスト：棚橋公子
- メイク：清水惇子
- ラインプロデューサー：芝祐二
- 製作：日本出版販売、ポニーキャニオン
- 制作プロダクション：アットムービー・ジャパン